# 徳住橋
徳住橋（とくずみばし）は、助任川に架かる平面の橋である。旧工兵橋。
徳島県徳島市中徳島町2丁目（西岸）と徳島市住吉1丁目（東岸）を結ぶ。橋の名は徳島町と住吉の頭文字を取った。
昭和16年（1941年）に公開された長谷川一夫主演の映画『阿波の踊子』のロケ地として知られており、徳住橋たもとにある中徳島河畔緑地には映画の記念碑が建てられている。

## 隣の橋梁
（上流） - 助任新橋 - 徳住橋 - 福島橋 - （下流）